# Matthias Jacob Schleiden
Matthias Jacob Schleiden (Hamburg, 5 april 1804 - Frankfurt am Main, 23 juni 1881) was een Duitse bioloog uit de 19de eeuw, die bekend is geworden door de celtheorie, die hij samen met Theodor Schwann in 1839 presenteerde.
Vanaf 1839 was hij buitengewoon hoogleraar aan de Universiteit van Jena, en tevens jarenlang directeur van de Botanische Tuin in die stad. In 1863 werd hij professor te Dorpat (het tegenwoordige Tartu).
Schleiden was één der eerste Duitse geleerden, die de evolutietheorie van Charles Darwin aanvaardden.